# Sinariola owgarra
Sinariola owgarra är en fjärilsart som beskrevs av George Thomas Bethune-Baker 1906. Sinariola owgarra ingår i släktet Sinariola och familjen nattflyn. Inga underarter finns listade i Catalogue of Life.